# ドーベン・ウルフ
- 機動戦士ガンダムΖΖ > ネオ・ジオンの機動兵器 > ドーベン・ウルフ
- ガンダム・センチネル > ニューディサイズ > ドーベン・ウルフ

ドーベン・ウルフ (DÖVEN WOLF) は、「ガンダムシリーズ」に登場する架空の兵器。有人操縦式の人型機動兵器「モビルスーツ (MS)」のひとつ。初出は、1986年放送のテレビアニメ『機動戦士ガンダムΖΖ』。
作中の敵対勢力であるネオ・ジオン軍の量産機で、ニュータイプや強化人間などの特殊な能力者しか扱えないサイコミュ兵器を一般人用に改良した、準サイコミュ兵器を装備している点が特徴。同兵器以外にも多彩な武装を内蔵しており、高い火力を持つ。劇中では、ラカン・ダカランらスペース・ウルフ隊の主力機として6機が登場する。
本記事では、『ガンダム・センチネル』に登場する原型機ガンダムMk-Vや、『機動戦士ガンダムUC』に登場する改修機シルヴァ・バレトといったバリエーション機についても解説する。

## デザイン
メカニックデザインは明貴美加。第1稿は『ΖΖ』放送開始直後の1986年3月に描かれており、「G-V」（）という名称で連邦軍MSと設定されていた。6月の第2稿からネオ・ジオン軍MSと設定されたが、「あまりにもガンダムだ」という理由から頭部デザインが変更された（そのうち、第3稿でいくつか描かれた頭部デザインの1つは、クィン・マンサへ流用された）。ただし、決定稿の段階でも名称は「G-V」のままであった。第1稿はクリンナップされて「G-V」の名称でムック『GUNDAM WARS II MISSION ΖΖ』に掲載された。なお、色指定は監督の富野由悠季による。

## 設定解説
グリプス戦役末期より、サイコミュを搭載した「第4世代MS」が登場するが、本機はニュータイプ以外でも操縦可能な初の第4世代MSとされる。原型となった機体はオーガスタ研究所が開発したガンダムMk-V (G-V) で、グリプス戦役終結後に同研究所のローレン・ナカモト博士によってアクシズに持ち込まれたとも、ティターンズ併合の際にネオ・ジオン軍に接収されたともいわれる。また、MAクラスのジェネレーターを搭載することにより、ΖΖガンダムに匹敵する重火力を有するほか、推力については傑出していないものの四肢に搭載されたスラスターなどによって優れた機動性を発揮した。
一般兵士用のサイコミュ・システム（「準サイコミュ」とも呼ばれる）は、連邦軍とネオ・ジオン軍でそれぞれ同時期に開発が始まっているが、当初のネオ・ジオン軍のものはニュータイプでなければ使用不可能なほどにレベルが低かったという。本機以前に同様のコンセプトをもつハンマ・ハンマも開発されるが、一般兵士でも使用可能なサイコミュは実現できずに終わる。その後、ニュータイプ能力の不足分をメカニックで補う新しいシステムの実用化に成功して本機に搭載されるが、これは回収したサイコガンダムMk-IIの徹底的な調査による連邦軍の技術流出のほか、亡命したローレン・ナカモト博士が協力して開発に参加することにより、ネオ・ジオン軍の準サイコミュ技術が急速に発展したことによる。準サイコミュは本機のインコムや数多くの装備の制御に用いられ、サイコミュほど大きな情報のやりとりはできないものの、パイロットの脳波を繰り返しサンプリングすることにより、特定の命令をリアルタイムで指示することが可能であるが、コンピュータによる補助をもってしても二次元的な動作が限界であり、あくまで擬似的にサイコミュ的挙動を再現しているに過ぎないとされる。また、本機はバイオセンサーを搭載しているともいわれる。
同時期に開発されたゲーマルクと比較して火力の点では一歩譲るものの、一般兵用サイコミュを実用化した点で本機のほうが評価は高い。試作機はザクIIIと同時期に完成するが、戦況からニュータイプ用の機体が求められ、火力・推力においても勝ることから本機の量産化が決定するが、戦争末期であったこともあり、実戦配備はスペース・ウルフ隊の6機に留まっている。標準塗装は緑とダーク・グレーを基調とする。

### 武装
メガ・ランチャー兼ビーム・ライフル
ビーム・ライフルはEパック式で、通常でも12.4メガワット（12.5メガワット）の高出力を誇るが、砲身を伸長して先端のメガ粒子制御リフレクターを展開して胸部メガ粒子砲に接続し、加速装置として用いることによって出力40.2メガワットのメガ・ランチャーとして機能する。その威力は一撃でマゼラン級宇宙戦艦を撃沈するとされるが、大量にエネルギーを消費することから最大出力での連射は不可能であり、劇中では接続したまま低出力で連射している。
胸部メガ粒子砲
胸部中央に上下2門装備。出力は5.3メガワット。メガ・ランチャー使用時はエネルギー・ラッチとなり、ビーム・ライフルのコネクターを接続する。
肩部ビーム・キャノン
バックパック両脇のメイン・ブースター・バインダー先端に装備。ジェネレーター直結式で、出力は4.2メガワット。バインダーを肩に担ぐように前傾させることにより、前方へも射撃が可能である。
ビーム・ハンド / 隠し腕（指揮官機のみ）
「腕部ビーム砲」「ハンド・ビーム砲」あるいは「ハンド・ビーム」とも呼ばれる。掌にビーム砲があり、出力は2.3メガワット。また、前腕部を射出してオールレンジ攻撃ができる。一般機は有線式となっており、遠隔操作で敵機を掴んでの放電攻撃も可能である。なお、サイコミュ導入以前にはグフと同様のヒート・ロッドが装備されていた。
ラカンが搭乗する指揮官機はレーザー誘導による無線式で、射出後には前腕部内の隠し腕が露出する。劇中では射出後の前腕部はかなり自由に操作されており、相手の武器を掴んで妨害したり、ビームサーベルを携行して斬りかかったりしている。
インコム
バックパックに2基搭載。出力4.2メガワット。原型機であるガンダムMk-Vのものからさらに洗練されており、ワイヤーの方向転換点となるリレー・インコムからも威嚇射撃用のマイクロ・レーザーが発射可能である。
ビーム・サーベル
両腰のアーマーに1基ずつ装備。出力0.56メガワット。アーマーを前後に貫通するように装備されており、そのまま後方へのビーム・ガンとしても使用可能である。柄にスイッチが付いている。
30ミリバルカン砲
連邦系MSのように、頭部に2門装備。装弾数300発。
対艦ミサイル / ミサイル
バックパックに大型で長射程のAMS-09Rを2発、バインダーにガザDと同じ対MS用のAMS-01Hを12発ずつ搭載。
隠しランチャー
スペックには記載されていないが、左右腋下に隠顕式のランチャーを各1門ずつ、計2門装備。グレネード弾、スモーク弾、信号弾といった各種弾体を装填可能である。おもに逃走用に使われる。

### 劇中での活躍
スペース・ウルフ隊の乗機として第一次ネオ・ジオン抗争末期に6機が実戦投入され、ネオ・ジオン内乱時にはグレミー・トト率いる反乱軍に所属。グレミー軍用のカラーに塗装されそうになるがラカンは気に入らず激高し、グレミー本人に直訴して例外を認められる。
隊長機であるラカン機は、その操縦技量と相まって正規軍のキャラ・スーンが操るゲーマルクと互角の戦いを繰り広げるなど高い戦果を挙げた他、マシュマー・セロが操るザクIII改をラカンの巧みな指揮と部下たちの連携で撃破する。しかし、同隊はゲーマルクとの戦闘で1機、ザクIII改の自爆で1機、さらにはゲーマルクの攻撃で2機が撃墜され、ラカン機を含む2機のみとなる。その後、ラカン機はダミー隕石に隠れてゲーマルクを奇襲し、キャラをかばうランス・ギーレンのガズエルを撃墜。ゲーマルクも撃破寸前まで追い詰めたところに介入してきたジュドー・アーシタのフルアーマーΖΖガンダムと交戦し、撃墜される（残る1機の消息は不明）。なお、劇中ではインコムや対艦ミサイルなど多くの武装を使用しておらずオールレンジ攻撃もしていない。小説版ではスペースウルフ隊はΖΖガンダムのハイ・メガ・キャノンの一撃で全機撃破されている。
漫画『機動戦士ガンダムUC バンデシネ』では、パラオの守備部隊内に袖付きの装飾が施された機体が登場。塗装は紫がかった濃淡ブルーを基調とする。ユニコーンガンダムと交戦するが、ビーム・ガトリングガンによる銃撃を浴びて撃破される。
漫画『機動戦士ガンダム U.C.0096 ラスト・サン』ではブランダムール隊所属機として登場。元々はザミュ・サミュ大尉の搭乗機で、登録除外後にペンプティ・ラス曹長が整備を担当する。赤と青に塗装され、右腕にクィン・マンサ用ビーム・サーベル、左腕にハンマ・ハンマ用シールドがマウントされている。パイロットとして、誤射による味方殺しで収監されていたワークラッハ・バナム少尉が選抜される。

### ドーベン・ウルフ（小惑星帯仕様）
デザイン
OVA『GUNDAM EVOLVE../10』に登場。メカニックデザインは一式まさと。
設定解説
第一次ネオ・ジオン戦争はエゥーゴの勝利に終わり、ネオ・ジオンが所有していた機体の多くは地球連邦軍が接収したが、一部はネオ・ジオン残党が所持したままとなっている。
原型機と比較してバックパックが大型化しており、スラスターやアポジモーターが増設されている。カラーリングは、一般機はダークグリーン系から変更されていないが、指揮官機のみライトグレーを基調とした（グレミー軍所属機の）ものに変更されている。加えて、宇宙用に特化したSFS「スペース・ドダイ」をオプション運用することで、航行中のジュピトリスIIに高速で相対距離を詰め、強襲を仕掛ける。
劇中での活躍
第一次ネオ・ジオン戦争後、要人「M」の木星圏への亡命を阻止しようとした残党は独自の改修を施したドーベン・ウルフ隊を派遣するが、最終的にはジュピトリスII所属のジュドーの乗るΖΖガンダムによってオールレンジ攻撃を看破され、撃墜されている。なお、インコムが映像作品で使用されたのは、これが最初の例である。

## ガンダムMk-V
デザイン
雑誌企画『ガンダム・センチネル』に登場。通称は「G-V」。
メカニックデザインは明貴美加。G-Vをもとに、ニューディサイズの機体として頭部を「悪役」然としたデザインに変更している。
設定解説
サイコガンダムは高い潜在能力を有していたものの、パイロットとなる強化人間の不安定さと、機体のコスト高から生産数の増加が難しかった。そのため、ティターンズは準サイコミュの開発を進めるオーガスタ研究所に開発費を割り当て、同システムを搭載したMSの開発を依頼する。その結果、完成したのが本機である。機体構造は既存の連邦系MSとは異なり、各部がユニット化されていることから準サイコミュ・ユニットの換装とメンテナンスが容易であるうえ、コストダウンのために機体はサイコガンダムより小型化されている。「ガンダム」の名を冠しているにもかかわらず機体概念や外観に過去のガンダムタイプとの共通点は皆無であるが、連邦軍内での「ガンダム信仰」により、新型システムを誇張するために命名されたといわれている。
ロールアウト前にティターンズとエゥーゴの力関係が逆転したため、エゥーゴによる政権掌握後の連邦軍に接収され、開発が継続される。やがて、完成した3機のうち1機はローレン・ナカモト博士の手引きによってアクシズへ送られ、ドーベン・ウルフの原型となった。もう1機は「新器材 "G"」としてニューディサイズ討伐本隊であるエイノー艦隊の旗艦「ブル・ラン」に搭載されるが、同艦隊の謀反によって艦隊ごとニューディサイズに渡る。当初、機体はライト・グレーに塗られていたが、ニューディサイズでは部隊カラーのダーク・ブルーに塗り替えられている。
武装・装備
ビーム・サーベル（ビーム・カノン兼用）
バックパック上部左右に1基ずつ装備される。本機のバックパックは左右のブロックが独立しているため、90度回転させて腋下から前方に向けることにより、ビームカノンとして機能する。出力はビーム・カノンが1.2メガワット、ビームサーベルが0.9メガワット。
ビーム・ライフル
ニューディサイズに奪取される以前に用意されていた装備で、通常型と連射ガンナーモード用の2種類がある。ニューディサイズで運用された際は異なるタイプのビーム・ライフルを使用しているが、詳細は不明。
インコム
バックパックの左右のブロックそれぞれに計2基装備する。準サイコミュを使用しており、2次元的な運動ではあるがオールレンジ攻撃に相当する運用が可能となっている。有線式であり、一射するごとに回収され、再チャージが行われる。出力4.5メガワット。
シールド
ブースターが内蔵されており、宇宙での加速時はバックパックに装備して使用する。
マイクロ・ミサイル・ランチャー
FAZZ部隊との戦闘でインコム・システムに損傷を受けたため、急遽両肩に3連装のものが2基ずつ、計4基装備される。作例記事では「ミサイル・ポッド」と表記されている。
劇中での活躍
主役機であるSガンダムのライバル機として、物語中盤に登場。ニューディサイズの首領ブレイブ・コッドが搭乗し、従来のガンダムタイプとはかけ離れた威圧的なフォルムと、新兵器インコム・システムを駆使した絶大な戦闘能力をもって、対するα任務部隊を恐怖に陥れる。
月面都市エアーズの攻防戦において、まず軌道上にてα任務部隊のネロ9機を瞬時に撃破した後、FAZZ部隊との交戦時には機体の耐G性能を超えた限界機動で敵機を圧倒し、操縦系に損傷を受けるもこれらを壊滅させる。月面降下の際には無防備な状態をEx-Sガンダムに狙撃されるが、切り離したシールドブースターにビームが命中し、難を逃れている。降下後はエアーズ市へ単身突入し、攻め来るMS群を多数撃破したうえ、エアーズ陥落時には脱出の血路を切り開くべく出撃し、FAZZ部隊の仇討ちに燃えるリョウ・ルーツのEx-Sと遭遇する。コッドはマイクロ・ミサイル・ランチャーを巧みに使用して優位に戦闘を進め、Ex-Sを撃墜寸前にまで追い詰めるが、突如として人工知能「ALICE」が覚醒したEx-Sのビーム・サーベルで胴体を両断され、撃破される。

### G-V
『ガンダム・センチネル』以前に刊行された大日本絵画刊行のムック『GUNDAM WARS II MISSION ΖΖ』掲載の「ガンダム開発史」に登場。頭部と腰部前面装甲、ビーム・サーベルを除く外観はガンダムMk-Vと同一だが、スペックの数値が異なる。
デザイン
明貴美加が「G-V」の第1稿をクリンナップしたものである。明貴はアムロ・レイ専用機を想定しており、ティターンズの壊滅で放置されていたところをカラバに拾われた機体と考えていた。アムロが乗り継いだ機体であることを示唆するため、第1稿から腰部前面装甲をディジェ風に変更している。
設定解説
こちらではティターンズの敗北によって開発が完成直前に放棄された後、ローレン・ナカモト博士の手によってネオ・ジオン軍に渡ったと設定されている。ドーベン・ウルフの原型機であり、サイコガンダムを小型化した機体として量産を考慮した設計になっている。

### ORX-013S
デザイン
アンソロジーコミック集『漫画兵器サイバーコミックス』07（1989年1月）の表紙にイラストのみ掲載。イラストレーターは明貴美加。
設定解説
名称の記載はなく、右肩に "ORX-013S"、左肩には "AUGUSTA LABORATORY" のマーキングがある。バックパックはガンダムMk-Vと同様のものだが、バックパックの左右下部にプロペラントタンクが2本付けられている。シールド・ブースターではなく、通常のシールドを装備する。通常のガンダムMk-Vと異なり、腹部が従来の連邦系MSにみられる形状と同様である点が特徴。バックパックに2基のインコムがあり、その他に首の付け根にも "INCOM" とマーキングされた左右1基ずつの、インコムまたはそのほかの武器らしき構造物が装備されている。また、ライフルらしき火器を携行しているが、ビーム兵器か実体弾を発射するかは不明。カラーリングは青と白を基調としている。

## シルヴァ・バレト
デザイン
漫画『機動戦士ガンダムUC バンデシネ』で初登場。のちにUC-MSVに分類され、アニメ版『機動戦士ガンダムUC』にも登場した。メカニックデザインはカトキハジメ。
設定解説
第一次ネオ・ジオン抗争後、地球連邦軍がアクシズから接収したドーベン・ウルフ数機をベースに、連邦軍の依頼によってアナハイム・エレクトロニクスのグラナダ工場で改修した試作機。準サイコミュのテストを目的としており、解析・改修担当チームはオーガスタ研究所出身のスタッフが多数を占めている。原型機のジェネレーター直結装備を省略し、それに伴って一部外装と装甲部材を変更した結果、軽量化と各部スラスターへの効率的なエネルギー供給が可能となり、より高い機動性と安定した稼働を実現している。また、頭部は準サイコミュ兵装テスト用のガンダム・ヘッドと、測定センサーを強化したシステム解析用のジム・ヘッドの2種類の頭部が用意されている。機能とコンセプトを絞り込んだ結果、最終的な性能値はテスト機としての想定数値を凌駕し、実戦にも十二分に耐えうるレベルを示したという。テスト終了後、一部の機体はビスト財団へ引き渡されている。標準塗装は濃淡グレーを基調とするが、ガエル・チャンが搭乗した機体は後述のファンネル試験型に近い塗装となっている。
武装
有線式ハンド（ビーム・ハンド）、肩部ビーム・キャノン、対艦ミサイル、ミサイル、グレネード・ランチャー（隠しランチャー）はドーベン・ウルフを参照。なお、原型機の腋下にあったグレネード・ランチャーは本機の設定画では確認できず、当初のスペックにも記載されていなかったが、アニメ版の劇中で使用され、スペックにも追加された。
60ミリバルカン砲
ヘッド・ユニットの交換に伴い、口径が原型機の30ミリから連邦軍の標準である60ミリに変更されている。
ビーム・サーベル
大腿部に格納。原型機のレイアウトをそのまま流用しており、サーベル自体も原型機の流用品で仕様の変更もない。
ビーム・ライフル
模擬戦などで取り回しのいい装備が必要な際に携行する。ジェガンのものと同等品。
シールド
ジェガンのシールドと、ショートバレル化した原型機のビーム・ランチャーを組み合わせた多目的兵装。本来は不要な装備であるが、携行装備の充実によって高精度のテストがおこなえるという改修担当チームの提案から用意される。射撃時はバレルが延伸し、ある程度の長距離射撃が可能。
インコム
原型機のものに改良を加え、装弾数の増加とチャージ時間の短縮が図られている。
劇中での活躍
『機動戦士ガンダムUC バンデシネ』では、カーディアス・ビストの指示下でユニコーンガンダムの稼動実験における仮想敵機として流用され、パイロットたちの人間関係のもつれから4対1のリンチに近い白兵戦攻撃、さらには有線式ハンドの電撃によってユニコーン（のパイロット）を苦しめるものの、同機は擬似NT-Dが発動して暴走する。形勢は逆転し、リーダー格のガンダム・ヘッド型が大破したうえ、ジム・ヘッド型1機以外のパイロットは死亡する。その後、ネェル・アーガマ所属ノーム・バシリコック少佐のリゼル部隊とジム・ヘッド型3機が交戦する。
アニメ版『機動戦士ガンダムUC』では、メガラニカ内のビスト邸前にてガンダム・ヘッド型がガエル・チャンの乗機として登場する。バナージ・リンクスがユニコーンガンダムに乗り込むまでの時間を稼ぐため、メガラニカに乗り込んできたネオ・ジオングと正面から対峙し、各種武装を駆使して奮戦するも強大な戦力に敵わず、撃破される。しかし、目的であった時間稼ぎは成功したうえ、原作では死亡したガエルもアニメ版ではとどめを刺される直前にバナージが間に合ったことにより、生存している。
なお、アニメ版では新たに設定画が描かれ、頭部のパーツバランスが見直されてよりガンダムらしくアレンジされており、プラモデルも通常機とは別にアニメ版のデザインに近づけた『HGUC シルヴァ・バレト（ガエル・チャン専用機）』がプレミアムバンダイ限定で販売された。

### シルヴァ・バレト（ファンネル試験型）
デザイン
ゲーム『機動戦士ガンダムUC』のダウンロードコンテンツのミッション「銀弾は放たれた」に登場。メカニックデザインはカトキハジメ。
設定解説
背部にジェネレーター内蔵式の有線式大型ファンネルを装備した試験機。連邦軍のサイコミュ搭載機の開発の礎となった機体で、搭載されたファンネルはガンダムデルタカイのプロト・フィン・ファンネルを経て、νガンダムのフィン・ファンネルに発展している。インコムは搭載されていないうえ、通常型にあるバックパック左右のスラスターがない。塗装は薄いブルー・グレーとダーク・ブルーを基調とする。
劇中での活躍
宇宙世紀0092年にハンス・ロックフォード大尉が搭乗し、ムサカ級巡洋艦を母艦とするネオ・ジオン残党の討伐を兼ねた運用試験がおこなわれる。ミッション中の台詞によると、連邦軍の発注によって開発され、この直前にシルヴァ・バレト通常型の最終稼動実験が完了したという。漫画『機動戦士ガンダムUC MSV 楔』掲載のコミカライズ版では、敵母艦はエンドラ級巡洋艦とされている。

### シルヴァ・バレト・サプレッサー
デザイン・名称
劇場用アニメ『機動戦士ガンダムNT』に登場。メカニックデザインはカトキハジメ。
ユニコーンガンダムの主兵装であるビーム・マグナムを一射するごとに前腕を交換するというアイデアも、カトキによる。このアイデアを聞いた『機動戦士ガンダムNT』の監督である吉沢俊一に面白い設定と判断され、採用された。ただし、吉沢はインタビューで、そこまで手を入れるならちゃんと撃てる腕を作ったほうがいいと述べている。
名称は『NT』本編では言及がなく、映画公開翌年の2019年3月23日に『NT』公式サイトに本機が追加された際に「サプレッサー」という名前が登場しており、それ以前の資料では単に「シルヴァ・バレト」、または「シルヴァ・バレトをベースとする改修機」などと表記されていた。映画の脚本を基にした『小説 機動戦士ガンダムNT』でも最初の登場場面で「《シルヴァ・バレト》タイプの新型機」と表記されており、以降の登場場面では単に「シルヴァ・バレト」と表記されている。
設定解説
メガラニカ内に保管されていたシルヴァ・バレトの1機をテストベッドとして改修した機体。名称の「サプレッサー」は、「対抗勢力を抑止・抑制するための機体」という意味をもつとされる。
ビーム・マグナムの運用を主目的とした改修が施されており、通常機では射撃時の高負荷に耐えられないビーム・マグナムの使用による腕部への高負荷を、1射ごとに腕部を丸ごと交換するというコスト度外視の仕様によって克服している。そのため、バックパックにはインコムとミサイル・ランチャーに代わって予備の腕部4本が収められており、腰背部に増設されているクレーンで1射ごとに交換するという仕様になっている。なお、予備の腕部はすべて右腕となっており、ほかの系列機と違って上腕ごと取り外せる構造になっている。機体色がダーク・パープルに変更され、頭部は前後にアンテナの増設、脚部は大型ニー・クラッシャーの追加とソール部の形状変更がなされている。
劇中での活躍
宇宙世紀0097年、ミネバ・ラオ・ザビ直属の部隊に所属するバナージが搭乗し、フェネクスがモナハン一派に奪われることを防ぐために使用する。
IIネオ・ジオングの猛攻に晒されるナラティブガンダムのコア・ファイターを救援するため、新サイド6のヘリウム3備蓄基地へ向けて高速移動中のガランシェールJrの甲板上からビーム・マグナムによる超長距離狙撃で援護射撃を行い、アーム・ユニット1基を撃破する。バナージがリタ・ベルナルとミシェル・ルオの思惟に導かれると、ガランシェールJrから虹色の光源へ飛び立ち、ヨナ・バシュタの救援に向かい、彼に救援ビーコンを渡し終えた後は高速航行で飛び去っている。

## リーベン・ヴォルフ
REBEN-WOLF
デザイン・名称
漫画『A.O.Z Re-Boot ガンダム・インレ-くろうさぎのみた夢-』に登場（型式番号：AMX-014R）。メカニックデザインは藤岡建機（バリエーション機を含む）。名称は、ドーベン・ウルフの「リファイン」 (refine) と、ドイツ語で「生存」を意味する「リーベン」 (leben) を掛け合わせ、「ドーベン・ウルフはまだ生きている」という意味が込められている。
設定解説
アクシズ（のちのネオ・ジオン）と協力関係にある火星のジオン残党軍「ジオンマーズ」が、支援の一環としてドーベン・ウルフに発展量産型とも言える独自の改良をほどこして生産し、地球に送り届けるために開発された機体。1機でも多くの機体をアクシズに引き渡すため、コストダウンによる生産性の向上を目標とする。それゆえ、ジオンマーズで制式採用されているザクIII-R型と外装の一部や内蔵部品など数割のパーツを共通化しており、外観は原型機より丸みを帯びてジオン的意匠が濃くなっている（ジオンマーズの技術者が連邦系ともいえる原型機の角張った意匠を嫌ったためともいわれる）。さらに、アクシズで設計が完了していた新型機（のちのドーガ系MSに連なる）の機構が組み込まれている。
原型機に装備された大量の火器や準サイコミュ兵装は一般兵にとっては使いこなすことが困難であるうえ、過剰ともいえる大推力も操作性の低下に繋がる可能性があるため、余剰と思われる内蔵兵器や推進系の一部をオプション化し、必要に応じて追加装備する形式を採っている。胸部メガ粒子砲はオプション化して搭載数を選択可能としており、複数を搭載しない場合はメガ・ランチャーに替わってビーム・マシンガン（のちのヤクト・ドーガのビーム・アサルトライフルと同形状）や対艦ライフルなどを携行する。腕部は射出・遠隔操作機能を除外した通常型の腕部（外観はザクIIIのものに近い）に変更可能である。バックパックは腹部に搭載されたドラムフレームを介して接続されたマルチ・コネクター・ポッドへの選択装備式となっており、原型機のバックパックと同様の各装備に加え、ミサイル・ポッドやビーム・ランチャー、グレネード・ランチャーの装備も可能となっている。そのほか、前腕部甲にアーム・ミサイル、臀部にビームサーベル2基を収納するマウント・ラッチ、股間部側面に対艦ライフルの予備弾倉を2個ずつ、バックパックにプロペラントタンクを装備可能。なお、頭部には原型機同様バルカン砲を2門装備する。
機体色はのちのギラ・ドーガに近い濃淡グリーンを基調とする。また、ネオ・ジオン軍のスペース・ウルフ隊専用機（ドーベン・ウルフと同様の塗装）も公開されている。なお、隊長機は頭頂部にブレード・アンテナを装備する。
作中での活躍
2桁を超える機体が生産され、チェスターJr.率いる地球派遣艦隊（チェスター宇宙艦隊）に搭載されて運搬されるが、地球圏到着時にはネオ・ジオンで内紛が発生していた。これに巻き込まれることを嫌い、離脱していたムンスキー率いる強化人間部隊と合流して火星へ帰還したため、本機はネオ・ジオンに引き渡されていない。しかし、到着した火星は敵対していたもう1つのジオン残党組織である「レジオン」に支配されていたため、艦隊は火星降下作戦を強行し、フォボス宇宙港攻略戦の主力として本機が運用されている。

### リーベン・ヴォルフ・カスタム
REBEN-WOLF CUSTOM
デザイン
漫画『A.O.Z Re-Boot ガンダム・インレ-くろうさぎのみた夢-』に登場（型式番号：AMX-014Rs）。メカニックデザインは藤岡建機。
設定解説
ビグ・ザムの後継機であるビグ・ザムールの随伴機として、リーベン・ヴォルフを改修した機体。Iフィールドを搭載しているビグ・ザムールはビーム兵器に対しては高い防御力を発揮するが、実体弾兵器に対しては無力である。そのため、本機はその防御用兵装として大型のダブル・ガトリングガンを装備しており、弾幕の展開による敵機の接近阻止や、ミサイルの迎撃をおこなう。バックパックには大量の弾薬を装填した弾倉を2個装備しており、これらによる重量増加に対応するため、両肩にドーベン・ウルフと同型のスラスター（外観はやや異なる）、腰部側面にはザクIII用のエクステンション・ブースターを各1基ずつ、計2基装備している。なお、胸部メガ粒子砲はIフィールドの影響下では使用不能となるため、デッドウェイト化への懸念から装備されていない。
ムンスキーの専用機であるため、指揮官機として大型のブレード・アンテナ（リーベン・ヴォルフ隊長機のものより大型）を装備しており、頭頂部の形状も一般機と異なっているうえにバルカン砲が4門に増設されている。機体色はライト・グレーを基調とする。
作中での活躍
フォボス宇宙港攻略戦においてビグ・ザムールとともに出撃し、想定通りに運用される。

### フェンリス・ヴォルフ
FENRIS-WOLF
デザイン・名称
漫画『A.O.Z Re-Boot ガンダム・インレ-くろうさぎのみた夢-』に登場。「サイコ・リーベン・ヴォルフ」とも呼ばれる。型式番号は不明。メカニックデザインは藤岡建機。
設定解説
リーベン・ヴォルフをベースとして、強化人間による運用に特化したオプションを装備した仕様。これは、ドーベン・ウルフの発展型としてゲーマルクの長所を融合させた仕様でもある。サイコミュ高機動試験用ザクやジオングの機体コンセプトを継承し、高い耐G能力をもつ強化人間による高速機動での遠隔攻撃を実現するための装備が各所に散見される。脚部はジェットとロケットの切り替え式の大型のブースター・ユニットに換装され、サブ・フライト・システム (SFS) との連動によって大気圏内でも短時間の飛行を可能とした。40m級大型MS向けの巨大な前腕部はクィン・マンサのものと同等の機能を有するうえ、「サイコ・アーム」としての射出を経て掌部のビーム砲によるオールレンジ攻撃が可能であるほか、巨大ビームサーベルの発振や拳そのものによる近接攻撃も可能である。また、サイコ・アーム射出後はドーベン・ウルフ（指揮官機）同様に前腕部内の隠し腕が露出する。胸部にはゲーマルクと同型のハイパー・メガ粒子砲を搭載しており、股間部に収納されているバレルを展開・接続することによって長距離砲としても運用できる。腰背部にもゲーマルクと同型のマザー・ファンネル・システムを2基装備しており、このシステムを遠隔操作するために頭部に長大なサイコミュ・アンテナを装備する。背部バインダーはシュツルム・ディアスからの技術系譜に属し、ドーベン・ウルフのそれをさらに高出力・大型化したもので、先端にメガ粒子砲を装備する。機体色は、ゲーマルクを想起させるオレンジ色を基調とする。
作中での活躍
ストンリィをリーダーとするPG部隊の強化人間3名が搭乗し、フォボス宇宙港攻略戦でレジオンのグロリア・ザビが搭乗するガンダムTR-6［クインリィ］1機の強大な力の前に苦戦するチェスター艦隊を支援するために出撃する。連携攻撃によってクインリィの破壊に成功するが、コアであるガンダムTR-6［ウーンドウォート］は無事であり、新たな装備に換装しての反撃に遭った結果、3機とも撃破される。